# Josip Jurendić
Josip Jurendić (* 26. dubna 1987, Slavonski Brod, SFR Jugoslávie) je chorvatský fotbalový obránce, od července 2015 hráč FK Dukla Praha.

## Klubová kariéra
V Chorvatsku hrál za mládežnické týmy klubu NK Záhřeb, v jehož dresu debutoval v roce 2009 v profesionální kopané. Stal se zde kapitánem týmu.
V létě 2015 přestoupil jako volný hráč do českého klubu FK Dukla Praha, kde podepsal dvouletou smlouvu. Setkal se zde s krajanem Dino Klukem. V 1. české lize debutoval 25. 7. 2015 v 1. ligovém kole v utkání s týmem 1. FC Slovácko (prohra 3:4).